# RSV Mülheim
Der RSV Mülheim (offiziell: Rasensportverein Mülheim an der Ruhr e. V.) war ein Sportverein aus Mülheim an der Ruhr in Nordrhein-Westfalen, der durch seine erfolgreiche Handballabteilung bekannt wurde.

## Der Verein
Der RSV Mülheim war unter seinem heutigen Namen 1919 durch den Zusammenschluss des Mülheimer SV und des VfR Heißen entstanden. Seine Wurzeln reichen aber länger zurück. 1907 fusionierten der Mülheimer Spielverein und der 1. Mülheimer Fußballklub 1906 zum Mülheimer Sportverein. Deshalb galt lange Zeit das Jahr 1907 als Gründungsjahr, ehe ein Historiker nachwies, dass bereits 1902 in einem Vorgängerverein des VfR Heißen Fußball gespielt wurde. Auf einer Mitgliederversammlung im Jahr 1973 wurde schließlich das Jahr 1902 als Gründungsjahr festgelegt. Im Mai 2015 fusionierte der RSV Mülheim mit dem Holthausener Turnverein zum SV Heißen. In diesem sollte auch der Turnerbund Heißen einfließen, jedoch fehlten bei der Abstimmung sechs Ja-Stimmen.

## Männer-Handball

### Geschichte
Schon 1924 wurde beim RSV Handball gespielt. Ab 1933 war Mülheim fester Bestandteil der erstklassigen Handball-Gauliga Niederrhein, dessen Meisterschaften Mülheim 1935 und 1936 gewinnen konnte. Bei der Deutschen Feldhandball-Meisterschaft 1935/36 stießen die Mülheimer bis ins Halbfinale vor, verloren dort aber gegen den späteren Meister MSV Hindenburg Minden mit 3:9. 1936 gewann mit Edgar Reinhardt ein Vereinsmitglied mit der deutschen Handballnationalmannschaft Gold bei den Olympischen Sommerspielen in Berlin. Ihre Blütezeit erlebten die RSV-Handballer und -Handballerinnen zwischen 1947 und 1961. Zunächst waren die Männer erfolgreich. Am 3. August 1947 errang man in Oberhausen vor 25.000 Zuschauern durch ein 8:6 gegen den SV Waldhof Mannheim die deutsche Meisterschaft 1947 im Feldhandball. Am 26. Juni 1949 folgte ein erneuter Triumph, als der RSV in Hamburg vor 25.000 Zuschauern das Endrundenturnier um die deutsche Feldhandball-Meisterschaft 1949 mit 7:6 in der Verlängerung gegen die SV Polizei Hamburg gewann. In jenen Jahren war es nicht selten, dass den Heimspielen des RSV bis zu 20.000 Zuschauer beiwohnten.
Im selben Jahr hatte man bei der Interzonenmeisterschaft 1949 in Münster auch den Meistertitel im Hallenhandball geholt. Da dieser Titel aber vor Gründung des Deutschen Handballbundes am 1. Oktober 1949 erzielt wurde, blieb ihm die offizielle Anerkennung versagt. Bei den Hallenhandball-Endrundenspielen 1950 in Berlin landete man auf dem 5. Platz. Bei der Meisterschaft 1952 in Dortmund erreichte der RSV das Halbfinale, unterlag dort aber dem VfL Sportfreunde Berlin mit 3:12. Mit einem 11:8-Erfolg über den THW Kiel sicherte man sich den dritten Platz. In der Endrunde 1953 schied der RSV trotz eines 6:4-Sieges gegen den späteren Vizemeister THW Kiel etwas unglücklich nach einer Entscheidungsrunde aus und belegte Platz fünf. 1954 in Krefeld, bei der letzten Teilnahme, landeten die Westdeutschen auf Platz sechs. Im selben Jahr wurde in Lörrach das Internationale Handball-Pfingstturnier um den Grenzlandpokal gewonnen. Als dann 1966 die zweigleisige Handball-Bundesliga in ihre erste Saison startete, zählte der RSV zu den Gründungsmitgliedern. Nach dem Abstieg und dem sofortigen Wiederaufstieg war man letztmals in der Saison 1969/70 dabei. In der Saison 2013/14 spielten die RSV-Handballer in der Kreisliga Rhein-Ruhr.

### Bundesliga-Bilanz
| Saison  | Spielklasse     | Platz | Sp. | S | U | N  | Tore    | Diff. | Punkte |
| ------- | --------------- | ----- | --- | - | - | -- | ------- | ----- | ------ |
| 1966/67 | Bundesliga Nord | 7     | 14  | 3 | 2 | 09 | 174:218 | −44   | 08:20  |
| 1968/69 | Bundesliga Nord | 6     | 14  | 4 | 2 | 08 | 188:219 | −31   | 10:18  |
| 1969/70 | Bundesliga Nord | 8     | 14  | 1 | 2 | 11 | 157:231 | −74   | 04:24  |

### Größte Erfolge
- Deutsche Meisterschaft 1947 (Feld)
- Deutsche Meisterschaft 1949 (Feld)
- Deutsche Meisterschaft 1949 (Halle)

## Frauen-Handball

### Geschichte
Erstmals ins nationale Lampenlicht traten die RSV-Handballerinnen im Jahre 1959, als sie sich für die in Hamburg zum zweiten Mal ausgetragene deutsche Meisterschaft im Hallenhandball qualifizierten. Unter den sechs Teilnehmern (fünf Regionalmeister und der Vize des veranstaltenden Regionalverbands Hamburg) reichte es am Ende zu Platz drei. 1960 profitierte man von der „Wildcard“ für den Vizemeister des Veranstalters, denn die Veranstaltung fand in Münster statt. Im Halbfinale kam es zum Aufeinandertreffen mit dem West-Meister SC Greven 09, das der RSV nach zwischenzeitlicher 4:1-Führung mit 4:3 für sich entscheiden konnte. Im Finale am 12. März 1960 gegen den 1. FC Nürnberg führte der RSV zur Halbzeit bereits mit 7:3 und holte sich mit 10:5 erstmals den Titel. Dramatischer ging es ein Jahr später im nordbadischen Ketsch zu. Nach dem 5:3-Halbfinalerfolg über den SSC Südwest Berlin trafen die Mülheimerinnen im Endspiel auf den überraschend starken Südwestmeister TV Vorwärts Frankfurt, der nach der ersten Halbzeit mit 3:2 in Führung lag. Kurz vor Spielende glich Mülheim zum 3:3 aus. Nach der ersten Verlängerung hieß es 4:4, und nach insgesamt 44 Minuten Spielzeit hatten sich die RSVlerinnen mit 5:4 ihren zweiten deutschen Meistertitel gesichert. Es war das letzte Auftreten bei einer Endrunde, denn von nun an dominierten im Westen Teams wie der SC Greven 09 (1962) und vor allem Bayer Leverkusen (ab 1963 sieben Mal in Folge West-Meister) das Geschehen. Als im Herbst 1975 die erste Saison der zweigleisigen Bundesliga begann, war der RSV Mülheim nicht mit dabei. 1979 schaffte die A-Jugend den Sprung ins Halbfinale um die deutsche Meisterschaft, und 1983 verpasste man in den Relegationsspielen gegen Bayer 05 Uerdingen knapp den Aufstieg in die 1. Bundesliga. In der Saison 2008/09 gingen die RSV-Handballerinnen in der Verbandsliga Niederrhein an den Start.

### Größte Erfolge
- Deutsche Meisterschaft 1960 (Halle)
- Deutsche Meisterschaft 1961 (Halle)

## Fußball

### Geschichte
Die Fußballer des RSV Mülheim spielten in der Saison 1912/13 sowie von 1919 bis 1926 in der höchsten Spielklasse. Nach dem Ende des Zweiten Weltkrieges stiegen die Mülheimer im Jahre 1953 in die Landesliga Niederrhein auf, die damals die höchste Amateurliga darstellte. Der RSV besiegte im Entscheidungsspiel um den Aufstieg die SpVgg Meiderich 06 mit 1:0. Drei Jahre später wurde die Qualifikation für die neu geschaffene Verbandsliga Niederrhein nur knapp verpasst. Drei Punkte fehlten auf den sechsten Platz, der zur Teilnahme berechtigt hätte. In der folgenden Saison 1956/57 erreichte der RSV mit Platz vier seinen sportlichen Zenit. Bereits drei Jahre später ging es hinunter in die Bezirksklasse, bevor die Mülheimer im Jahre 1963 den Gang in die Kreisliga antreten mussten. Im Jahre 1973 gelang der Wiederaufstieg in die Landesliga, die bis 1977 gehalten werden konnte. Anschließend rutschten die Fußballer des RSV auf Kreisebene hinab.

### Nachfolgeverein SV Heißen
Nach der Fusion zum SV Heißen spielen die Fußballer seit dem Aufstieg im Jahre 2017 in der Kreisliga A, wo die Mannschaft im Jahre 2019 Vizemeister hinter dem Duisburger FV 08 wurde. Erfolgreicher ist vom Turnerbund Heißen eingebrachte Frauenmannschaft, die seit der Fusion in der viertklassigen Niederrheinliga antritt. Im Jahre 2019 erreichte die Mannschaft das Endspiel um den Niederrheinpokal, dass mit 1:5 gegen den 1. FC Mönchengladbach verloren wurde.